# Děčín
Děčín (tysk: Tetschen) er en by i det nordvestlige Tjekkiet med et indbyggertal på ca. 46.799 (2024). Byen ligger i regionen Ústí nad Labem på bredden af Elben og tæt på grænsen til Tyskland.